# Cubocephalus annectus
Cubocephalus annectus är en stekelart som beskrevs av Henry Keith Townes, Jr. 1944. Cubocephalus annectus ingår i släktet Cubocephalus och familjen brokparasitsteklar. Inga underarter finns listade i Catalogue of Life.